# Domingos da Conceição
Frei Domingos da Conceição e Silva (Matosinhos, c. 1643 — 1718) foi um frade beneditino português, que se tornou famoso como escultor no Brasil colonial. Também foi arquiteto e pintor.
Frei Domingos nasceu no norte de Portugal e se mudou ao Brasil antes de 1669. Desenhou e esculpiu a talha dourada para o interior do Mosteiro de São Bento do Rio de Janeiro, desde 1669 até cerca de 1717. Nesse período fez a talha dourada do altar-mor, arco-cruzeiro da capela-mor, capelas e parte da nave, além de várias imagens. Morreu em 1718, no Mosteiro de São Bento, mas deixou maquetes da talha para a igreja que foram usadas por outros entalhadores.
É possível que haja trabalhado para o Convento de Santo Antônio, também no Rio de Janeiro, fazendo altares. São-lhe atribuídas algumas imagens do Mosteiro de São Bento de Olinda, em Pernambuco.
Frei Domingos foi um dos primeiros grandes escultores do barroco colonial brasileiro.